# Рима-Сан-Джузеппе
Рима-Сан-Джузеппе (італ. Rima San Giuseppe, п'єм. Rima) — муніципалітет в Італії, у регіоні П'ємонт, провінція Верчеллі.
Рима-Сан-Джузеппе розташована на відстані близько 570 км на північний захід від Рима, 95 км на північ від Турина, 75 км на північний захід від Верчеллі.
Населення — 61 особа (2014).
Щорічний фестиваль відбувається 15 серпня. Покровителька — Богородиця Небовзята.

## Демографія
Населення за роками:

## Сусідні муніципалітети
- Аланья-Вальсезія
- Боччолето
- Каркофоро
- Макуньяга
- Моллія
- Римаско
- Рива-Вальдоббія